# Karol Śnieżko
Karol Śnieżko (lit. Karolis Snežko; *  18. Februar 1940 in Gineitiškės, Rajongemeinde Vilnius)  ist ein litauischer Politiker.

## Leben
1962 absolvierte er das Diplomstudium des Maschinenbaus am Kauno politechnikos institutas.
Von 1962 bis 1966 arbeitete er bei Vilniaus kuro aparatūros gamykla (VKAG) als Ingenieur und Technologe, Technologieleiter, von 1966 bis 1968 als Arbeiter und Bohrenmeister in Russland,  Udokan und Aichal,  Jakutien. Ab 1968 arbeitete er bei VKAG in Vilnius als Technik-Direktor, von 1996 bis 2002 als Obertechnologe. Von 1992 bis 1996 war er Mitglied im Seimas.
Er war Mitglied der KPdSU, 1990–1996  LDDP, ab 1996  LLRA.
Er ist verheiratet. Mit Frau Zinaida hat er den Sohn Markus und die Tochter Julija.